# Stazione di Šušanj
La stazione di Šušanj (Шушањ) è una stazione ferroviaria della città di Antivari in Montenegro, che serve la località Šušanj ed è ubicata sulla linea Belgrado-Antivari.

## Dati ferroviari
La stazione presenta un solo binario utilizzato per il servizio viaggiatori.

## Movimento passeggeri e ferroviario
Nella stazione fermano i treni locali diretti a Podgorica e Antivari. Il movimento passeggeri è buono solo nei mesi estivi.

## Servizi
La stazione non presenta alcun servizio.